# Амбар са котобањом, Пазовачка 42 Голубинци
Амбар са котобањом, Пазовачка 42 Голубинци, саграђен је 1921. године и има статус споменика културе од изузетног значаја. Иако је година градње 1888. и име мајстора, урезани на забатне греде амбара, које услед његовог положаја, у продужетку котобање, нису уочљиве на први поглед, узима се 1921. као година изградње када је грађевина завршена као целина. Градили су га мајстори Трапајевићи, познатији као Дешићи, из Голубанаца.

## Изглед
Зграда започиње зиданом и омалтерисаном девојачком собом на коју се наставља котобања са тремом и амбар са угаоним тремом на крају целине. Чеона страна на уличној регулацији обрадом забата у стилу сеоског барока, окапницом, са два прозора и другом фасадном декорацијом опонаша кућу, указујући на истовременост њиховог настанка. Складиштени део грађен је дрветом: амбар од водоравно ужлебљених дасака у дрвене стубове, а котобања од косо закованих летвица. Тремови са испустима у виду балкона, преко којих се дрвеним степеништем остварује веза са приземљем, украшени су профилисаним летвама. Мањим бројем детаља и већом зиданом површином овај амбар са котобањом указује на завршну фазу обједињавања пратећих зграда, прво привредне, а потом стамбено привредне намене, илуструјући грађењем у низу, рационално коришћење суженог простора дворишта карактеристичног за ушорена насеља Срема.